# Corazón
A Corazón (spanyolul: szív) egy már nem aktív, erodált rétegvulkán Ecuadorban. 4790 méter magas, könnyen mászható turisztikai célpont. Quitótól 30 km-re délnyugatra, az Andok nyugati lejtőjén található, a nyugati Kordillerán. Az Illiniza hegy két csúcsa, a déli Illiniza és az északi Illiniza tőle délre található.

## Jellemzői
Nevével ellentétben a Corazón vulkán csak kissé hasonlít a tipikus szívformára. Egyetlen, sötét sziklából áll, aminek a jellegzetes alakja felkelti a figyelmet a környék minden magasabb pontjáról nézve. A Corazónon a gleccser vagy a kavicsos fedőréteg teljesen hiányzik, hébe-hóba könnyű hóréteg borítja a hegy felső részét. Általában tiszta sziklamászással megközelíthető a csúcs. 
A csúcsról csodálatos kilátás nyílik a kúp alakú, jéggel borított „képeskönyv vulkánra”, a Cotopaxira. Még közelebb van az Illiniza kettős csúcsa, amely szintén 5000 méter feletti magasságú jégvulkán. 
A Corazón északkeleti lejtőin a spanyol hódítás előtti romokat találtak, de ezek erősen be vannak nőve, és nincsenek teljesen feltárva.

## Etimológia
A Corazón vulkán (vagy El Corazón - spanyolul: szív) a nevét onnan kapta, hogy csúcsának két oldala északnyugati irányból nézve „szív” alakúnak látszik.

## Akklimatizációs hegy
A Corazón egy népszerű „akklimatizációs vulkán” azoknak a hegymászóknak, akik nagyobb kihívásokkal küzdenek, például az ország két legmagasabb hegye, a Cotopaxi (5897 méter) vagy a Chimborazo (6267 méter) megmászását tervezik. Erős szélre és gyakori felhőzetre kell azonban számítani. Az első akklimatizációs túrákhoz a Corazón előtt a mintegy 4500 méteres magasságú vagy az alacsonyabb vulkánok, például a Pasochoa (4200 méter) előcsúcsa alkalmasabbak.

## Megmászása
A Corazón Quito felől gyorsan elérhető. Nagyon korai indulás esetén terepjáróval akár egynapos túraként is lehetséges. Két útvonal van, az egyik Aloag falu felett indul, a másik az El Chaupi-n keresztül vezet. A kiindulási ponttól függően körülbelül 6 órára van szükség a csúcsra való feljutáshoz, és 3-4 órára a leereszkedéshez kb. 1000 méteres magasságig. Eleinte a túra legelőkön és termőföldeken keresztül vezet, de hamarosan az út egyre sziklásabbá válik. Azonban csak rövid, könnyű, sziklás részeket kell legyőzni. Kötél nem szükséges a mászáshoz.

## Fordítás
Ez a szócikk részben vagy egészben  a   Corazón (Vulkan) című német Wikipédia-szócikk fordításán alapul.  Az eredeti cikk szerkesztőit annak laptörténete sorolja fel. Ez a jelzés csupán a megfogalmazás eredetét és a szerzői jogokat jelzi, nem szolgál a cikkben szereplő információk forrásmegjelöléseként.